# 沖縄ハム総合食品
沖縄ハム総合食品株式会社（おきなわハムそうごうしょくひん）は、沖縄県中頭郡読谷村に本社を置く食肉加工業者。略称はオキハム。

## 関連会社
- 株式会社沖縄黒糖
- 農業生産法人有限会社ロングビーチランド
- 農業生産法人もとぶウェルネスフーズ株式会社

## 沿革
- 1977年（昭和52年）
  - 2月 - 沖縄県名護市において株式会社沖縄ハムが設立される。
  - 8月 - 同所において本社名護工場を設置する。
- 1982年（昭和57年）
  - 6月 - 沖縄地区税関減税輸入牛肉需要割当工場の承認向上の指定を受ける。
  - 8月 - レトルトパウチ食品の琉球料理シリーズの販売を開始。当時、レトルトカレー以外の「汁物」をレトルトパウチ食品にしたのは全国初。
- 2003年（平成15年）4月 - 品質管理システムの国際規格「ISO9001」及び「HACCP SYSTEM」認証取得
- 2009年（平成21年）2月 - 沖縄地区税関長より保税工場の許可を受ける。
- 2013年（平成25年）6月 - すっぽん加工販売のための養殖及び加工事業6次産業の認定を受ける。
- 2015年（平成27年）3月 - 農業生産法人もとぶウェルネスフーズ㈱　一般財団法人日本健康食品規格協会よりGMP認定

## 製品
- ハム
- ソーセージ
- コンビーフハッシュ
- ランチョンミート
- タコライス
- ラフテー
- てびち
- 黒豚カレー
- ゴーヤーカレー
- オキハムポキポキウィンナー
- むちむちチラガー - チラガーを醤油、味醂、ニンニク、ごま油などのタレで煮込んで、カットした製品[2]。